# Raimondas Rumšas
Raimondas Rumšas (* 14. Januar 1972 in Šilutė) ist ein ehemaliger litauischer Profi-Radrennfahrer.

## Radsport-Laufbahn
1994 gewann Raimondas Rumšas den Course de la Solidarité Olympique, 1996 die Po Ziem Tour. Im selben Jahr unterschrieb er einen Vertrag bei dem polnischen Mróz-Team. 2000 wechselte er zu Fassa Bortolo.
Der größte Erfolg seiner Karriere war der dritte Rang in der Gesamtwertung bei der Tour de France 2002 bei seinem einzigen Tourstart, hinter dem später disqualifizierten Lance Armstrong und Joseba Beloki. 1999 siegte er bei der Settimana Ciclistica Lombarda und der Bałtyk-Karkonosze Tour. Im Jahr darauf gewann er die Lombardei-Rundfahrt. 2001 wurde er litauischer Meister im Straßenrennen.
Nach Beendigung seiner Profi-Karriere fuhr Litauens „Sportler des Jahres“ des Jahres 2002 für das kleine italienische Parkpre Team und nahm für dieses an zahlreichen Volksrennen teil, bei denen er zum Seriensieger avancierte. Ohne einem Profiteam anzugehören, konnte Rumšas 2005 die nationale Zeitfahrmeisterschaft für sich entscheiden und belegte bei dem anschließenden Straßenrennen Rang zwei.
Zweimal – 1996 und 2000 – startete Rumšas bei Olympischen Spielen.

## Doping
Rumšas’ Leistung bei der Tour 2002 wurde durch die Festnahme seiner Frau Edita einen Tag nach der letzten Etappe überschattet. Zollkontrolleure hatten in ihrem Wagen zahlreiche leistungssteigernde Mittel aufgespürt. Nach ihrer Festnahme behauptete Edita Rumšiene, die Doping-Mittel seien für ihre schwer kranke Mutter bestimmt.
Alle Dopingtests von Raimondas Rumšas selbst während der Tour 2002 waren jedoch negativ, weshalb ihm der dritte Gesamtrang nicht aberkannt wurde. Beim Giro d’Italia 2003 hingegen, welchen Rumšas als Gesamtsechster abschloss, wurde der Litauer positiv auf die Einnahme des Blutdopingmittels Erythropoetin (EPO) getestet und für ein Jahr vom Radsportweltverband UCI gesperrt. Der Rennstall Lampre suspendierte Rumšas daraufhin.
Im Januar 2006 erhielt das Ehepaar Rumšas eine jeweils zur Bewährung ausgesetzte viermonatige Haftstrafe wegen Einführung illegaler Dopingsubstanzen. Zudem erhielt Edita Rumšiene eine Geldstrafe über 3000 Euro. Der polnische Arzt Krzysztof Ficek, welcher den litauischen Radprofi während der Tour betreut und die Substanzen verschrieben hatte, erhielt unterdessen eine zwölfmonatige Haftstrafe auf Bewährung.
Im Mai 2017 wurde der 21-jährige Sohn von Raimondas Rumšas, Linas, bewusstlos aufgefunden; er starb kurz darauf im Krankenhaus. Es richtete sich der Verdacht gegen seinen Vater, den Sohn, einen ambitionierten Nachwuchsfahrer, mit Dopingsubstanzen versorgt zu haben. Bei Durchsuchungen des Hauses der Familie in Italien wurden Berichten zufolge Insulin, Schmerzmittel, Spritzen und diverse andere Medikamente gefunden. Daraufhin wurden Ermittlungen wegen der Verabreichung von Dopingsubstanzen, Hehlerei und wegen Verstoßes gegen das Antidopinggesetz gegen insgesamt fünf Personen eingeleitet. Im September 2017 wurde der ältere Bruder von Linas, Raimondas Rumšas jr., in Italien positiv auf das Wachstumshormon GHRP-6, das den Muskelaufbau fördert, getestet. Im Januar 2018 wurde er für vier Jahre, bis Oktober 2021, von der italienischen Anti-Doping-Agentur gesperrt.

## Erfolge
- Gesamtwertung Lombardei-Rundfahrt 2000
- Litauischer Straßenmeister 2001
- Gesamtwertung Baskenland-Rundfahrt 2001
- Litauischer Zeitfahrmeister (1999 und 2005)
- Litauischer Vizestraßenmeister 2005

## Teams
- Mroz (1996–1999)
- Fassa Bortolo (2000–2001)
- Lampre (2002–2003)
- Acqua & Sapone (2004)